# Slovak Challenger 2006
Lo Slovak Challenger 2006 è stato un torneo di tennis facente parte della categoria ATP Challenger Series nell'ambito dell'ATP Challenger Series 2006. Il torneo si è giocato a Bratislava in Slovacchia dal 25 settembre al 1º ottobre 2006 su campi in cemento indoor.

## Vincitori

### Singolare
Iván Navarro ha battuto in finale  Teodor-Dacian Craciun con il punteggio di 6–2, 7–6(4)

### Doppio
Flavio Cipolla /  Marcel Granollers hanno battuto in finale  David Marrero /  Pablo Santos con il punteggio di 7–6(2), 6–4